# عبد الحسن شديد
عبد الرحيم حسن شديد المعروف باسم العبد الحسن شديد (أبو الأيمن) هو أحد مؤسسي وقادة مجموعات الفهد الأسود في علار في محافظة طولكرم في الضفة الغربية، قُتل في اشتباك من القوات الصهيونية في 25 يوليو من عام 2004م، حوصر من قوات الإحتلال الإسرائيلي هو ومجموعة من الفدائيين.